# الحمامات الرومانية (قالمة)
توجد الحمامات الرومانية في مدينة قالمة بالجزائر، وهي حاليا عبارة عن آثار رومانية فقط وتعتبر مكان جذب سياحي. وتعد من بين الآثار المصنفة والمحمية بالجزائر منشور في الجريدة الرسمية رقم 07 الصادرة في 23 يناير 1968.